# Timoleonte
Timoleonte ou Timoleão (Grego: Τιμολέων), filho de Timodemo, de Corinto (c. 411–337 a.C.), foi um estadista e general grego.
Como um brilhante general, um campeão da Grécia contra Cartago e um combatente contra o despotismo, ele está intimamente ligado à história da Sicília, especialmente à cidade de Siracusa.

## Primeiros anos

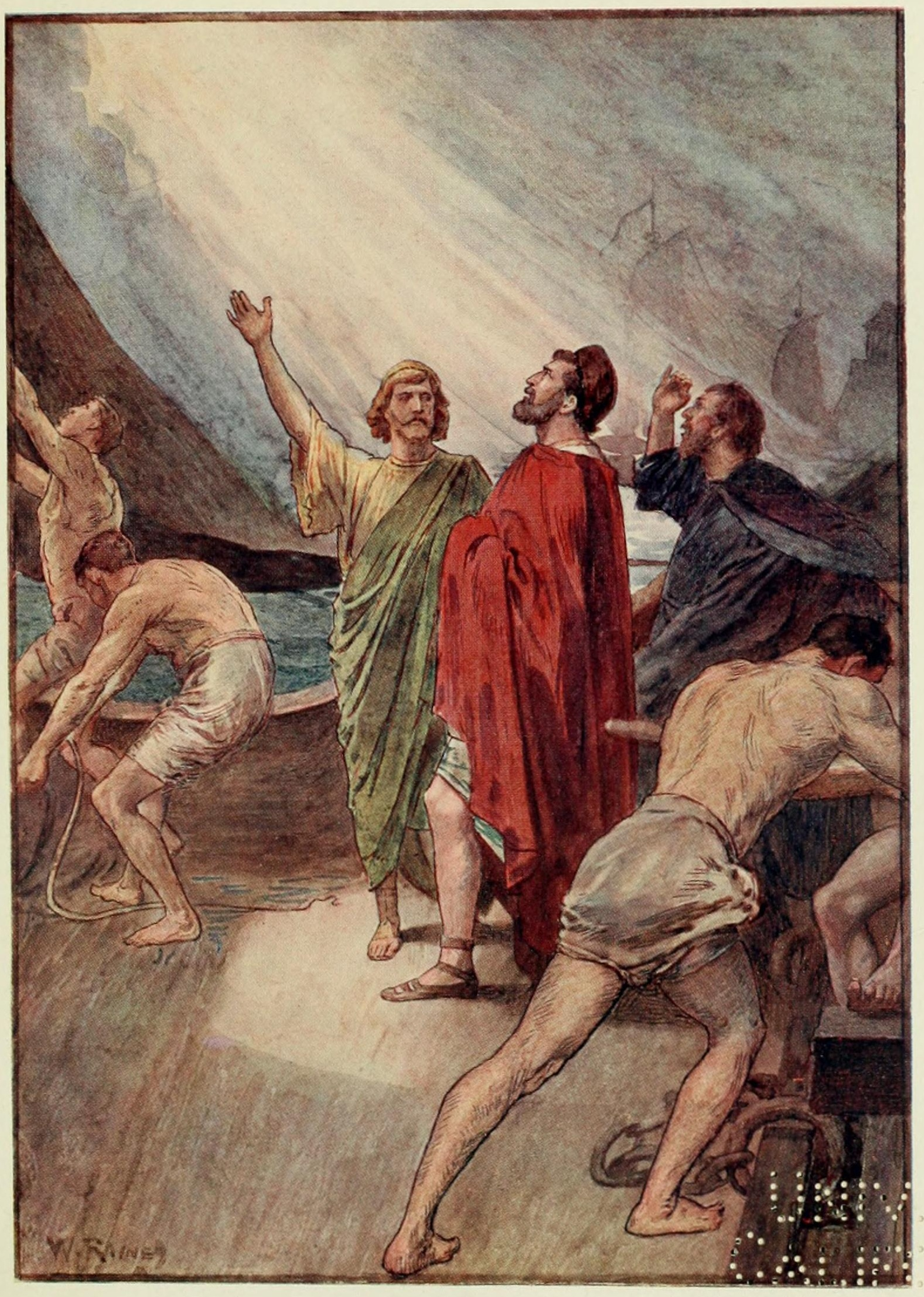
Timoleão embarcando para a Sicília (ilustração de Children's Plutarch, 1900)

Timoleão era membro da oligarquia de Corinto. Por volta de 360 a.C., seu irmão Timófanes tomou posse da Acrópole de Corinto e efetivamente se tornou o tirano da cidade. Em resposta, Timoleão, que anteriormente havia salvado heroicamente a vida de seu irmão em batalha, tentou repetidamente convencê-lo a desistir. Após diversas tentativas sem sucesso, Timoleão se envolveu na conspiração que levou ao assassinato de Timófanes.
A maioria dos coríntios aprovou sua conduta como patriótica; no entanto, o fratricídio, as maldições de sua mãe e a indignação de alguns concidadãos o levaram a se afastar da vida pública por vinte anos.
Sicília
Devido à instabilidade interna, ao declínio causado pelos déspotas Dionísio I e seu filho, e aos repetidos conflitos com Cartago, um grupo de siracusanos enviou um pedido de ajuda a Corinto, sua cidade-mãe, em 344 a.C. Corinto concordou em ajudar, mas seus cidadãos mais influentes recusaram assumir a difícil tarefa de restaurar a estabilidade em Siracusa.
Timoleão foi indicado por uma voz desconhecida na assembleia popular de Corinto e escolhido por unanimidade para liderar a missão. Ele partiu para a Sicília com sete navios, um pequeno grupo de cidadãos coríntios e 700 mercenários gregos.
Ao longo dos anos seguintes, Timoleão conseguiu derrotar os tiranos locais e restaurar a democracia em Siracusa, trazendo novos colonos e estabelecendo leis populares baseadas nas reformas de Diocles.
Em 338 a.C., um tratado foi firmado com Cartago, limitando sua influência à parte ocidental da Sicília, além de proibir seu apoio a novos tiranos.
Governante de Siracusa
Timoleão estabeleceu uma nova constituição em Siracusa, considerada democrática. Durante um breve período, ele teve amplos poderes, equivalentes aos de um comandante supremo. Ele convidou colonos da Grécia continental para repovoar a cidade e revitalizar sua economia e cultura.

## Aposentadoria
Timoleão se retirou da vida pública logo após alcançar seus objetivos. Mesmo aposentado, continuava amplamente respeitado por suas vitórias brilhantes, moderação e restauração da democracia após décadas de tirania e crises. Já cego, Timoleão ainda era consultado nas assembleias populares, sendo levado até o local para dar sua opinião, que geralmente era aceita.
Timoleão faleceu por volta de 337 a.C. e foi enterrado às custas dos cidadãos de Siracusa, que ergueram um monumento em sua homenagem na praça do mercado.

## Análise histórica
O historiador Timeu elogiou Timoleão, enquanto Políbio o criticou, alegando que Timeu era tendencioso. Alguns historiadores modernos concordam com Políbio.
Peter Green argumenta que Timoleão manteve as aparências democráticas enquanto utilizava métodos típicos de um tirano, embora de forma benevolente.
No entanto, quando levado a julgamento sob acusações infundadas, Timoleão se recusou a ser isentado, afirmando que essa era exatamente a razão pela qual ele lutou: para que todo cidadão de Siracusa pudesse recorrer às leis e exercer seus direitos livremente.
O historiador George Grote concordou com a homenagem feita a Timoleão por um siracusano durante seu funeral:
O povo de Siracusa celebra, às custas de 200 minas, o funeral deste homem... Eles decretaram que ele será honrado para sempre... porque, depois de derrubar os déspotas, subjugar o inimigo estrangeiro e repovoar as cidades arruinadas, ele restaurou aos gregos sicilianos sua constituição e leis.